# Paranthura nigrocaudata
Paranthura nigrocaudata är en kräftdjursart som först beskrevs av Nunomura 1975.  Paranthura nigrocaudata ingår i släktet Paranthura och familjen Paranthuridae. Inga underarter finns listade i Catalogue of Life.